# Aeroportul Nejanilini Lake
Aeroportul Nejanilini Lake (IATA: YNN, ICAO: CYNN) este un aeroport din Manitoba, Canada. Aeroportul a fost tranzitat în 2017 de 0 pasageri.
Situat la o altitudine de 304,8 m, aeroportul dispune de o singură pistă.